# Govindapura, Kadur
Govindapura là một làng thuộc tehsil Kadur, huyện Chikmagalur, bang Karnataka, Ấn Độ.